# محمد الظاهری
محمد الظاهری (انگلیسی: Mohammed Al-Dhahri؛ زادهٔ ۱۶ ژانویهٔ ۱۹۹۱) بازیکن فوتبال اهل امارات متحده عربی است.